# Юханссон, Пер (гандбольный тренер)
Пер Андерс Юханссон (швед. Per Anders Johansson; род. 10 ноября 1970, Уддевалла, Швеция) — шведский гандбольный тренер.

## Карьера тренера
Первый тренерский опыт Юханссон получил в 22 года — именно в этом возрасте он завершил игровую карьеру в клубе «Уддевалла» и возглавил юношескую команду «Кроппскультур», став самым молодым тренером в дивизионе. В 1999 году он перешел в клуб «Алингсос», а затем получил приглашение из молодежной сборной. В 2003 году выиграл молодёжный чемпионат мира (был ассистентом Ингемара Линнеля).
В 2005 году тренер стал ассистентом Ульфа Шефверта в женской сборной Швеции, а в 2008-м сам возглавил национальную команду, откуда ушел после Олимпиады-2012. 
Он также был тренером румынского «Бухареста», с которым становился бронзовым призером Лиги чемпионов, и сборной Черногории.
Летом 2020 года назначен главным тренером «Ростов-Дона».